# El Monte o Guargacho
El Monte o Guargacho es una de las entidades de población que conforman el municipio de San Miguel de Abona, en la isla de Tenerife —Canarias, España—.

## Toponimia
Guargacho es un término de procedencia guanche que hace referencia a una extensión más amplia que el propio barrio.

## Características
Está situado a unos trece kilómetros al suroeste de la capital municipal, alcanzando una altitud media de 84 m s. n. m. Abarca una superficie de 5,96 km², que engloba una extensa zona rural y natural y donde se incluye el espacio natural protegido del Monumento Natural de Montaña Amarilla.
Está dividido en los núcleos: El Monte y Orotianda Baja. El núcleo de El Monte se encuentra urbanísticamente unido a la localidad de Guargacho del vecino municipio de Arona, separándose por la calle de Camilo José Cela.
Cuenta con un centro de educación infantil y primaria, con el Centro de Educación Especial El Monte, varias plazas públicas y parques infantiles, un consultorio médico, un centro cultural, una ermita dedicada a la Virgen del Carmen, un campo municipal de fútbol, en donde el Club Deportivo Guargacho disputa sus partidos de local, y varios polideportivos, un tanatorio municipal, así como con bares, restaurantes y otros pequeños comercios. También se ubica aquí el Centro de Interpretación de Guargacho, donde se hallan restos arqueológicos de la cultura guanche.
En la costa de la localidad, aunque mayoritariamente abrupta, se encuentran varias pequeñas playas, como las de Amarilla, Colmenares y del Barranco.
Destacan en su paisaje una alineación de conos volcánicos de pequeño tamaño —Montañita el Charco, Montaña Negra, Montaña del Majano, Montaña Colorada, Malpasito de Arriba y Malapasito de Abajo—, que culmina en la Montaña Amarilla.